# Aghawagon
L’Aghawagon est une rivière d'Indonésie coulant sur l'île de Nouvelle-Guinée. Elle prend sa source aux pieds des glaciers Carstensz dans la vallée Jaune et de Meren dans la vallée du même nom. Cette rivière forme la rivière Otomona Est en rejoignant la rivière Wanagon.